# Konjugation
För andra betydelser, se Konjugation (olika betydelser).
Konjugationer är grupper av ett språks verb, som urskiljs av grammatiker för att få överblick över verbböjningssystemet. Verben förs till olika konjugationer efter hur de böjs. Vilken konjugation ett verb tillhör framgår ofta av verbets tema. ”Tema” är ett urval av verbformer, av vilka man oftast kan sluta sig till alla verbformer.
”Konjugation” kan också betyda ”verbböjning”. Konjugation är den ena underavdelningen av morfologin (ordböjningsläran). Den andra är deklination, som är böjning av nominala ordklasser.
En tredje betydelse av ”konjugation”, särskilt på andra språk som engelska, är att ”a conjugation” betyder ett sätt att böja verb, som inte beror på att verbet tillhör en viss grupp, utan på andra ord i meningen. I Uraliska språk som ungerska och mordvinska används olika verbändelser som beror på objektet, till exempel objektets bestämdhet eller numerus och person. När ett sådant sätt att böja ett visst verb kallas ”a conjugation” betyder det alltså inte en grupp av verb, utan ett av två eller flera möjliga sätt att böja ett verb.

## Svenska
I svenskan brukar man räkna med fyra konjugationer. Denna indelning föreslogs först av Johan Erik Rydqvist.
Den första konjugationen är den största med verb som kasta, hoppa och titta. Den är också den mest regelbundna och den till vilken nybildade verb brukar ansluta sig. Temat är mejla, mejlade, mejlat. För människor som är osäkra på svenska, inberäknat småbarn, är det inte ovanligt med överanvändning av böjning enligt första konjugationen.
Andra konjugationen är verb av typen böja, höra, köpa, tycka och välja, med temat böja, böjde, böjt. Vissa av andra konjugationens verb uppvisar omljudsrelaterade vokalförändringar eller andra oregelbundenheter, till exempel spörja–sporde, sätta–satte, välja–valde och vänja–vande.
Till den tredje (och minsta) konjugationen hör verb av typen tro, trodde, trott.
Fjärde konjugationen utgörs av de starka verben, som finna, bryta där temata är finna, fann, funnit, och bryta, bröt, brutit. Dessa verbs vokalväxlingar beror i huvudsak på avljud; fler avljudsserier än de två nämnda finns.
Av angivna temata i de fyra konjugationerna kan man sluta sig till andra verbformer. Presensändelsen är i första konjugationen ‑ar (mejlar), i andra ‑er (böjer) och i tredje ‑r (tror).
Svenskan har också ett fåtal oregelbundna verb som inte följer någon konjugation, till exempel vara (presens är), var, varit och gå, gick, gått. Dessa betraktas ibland som en femte konjugation.

## Andra språk
Språken i svenskans språkfamilj, indoeuropeiska språk, har ofta flera konjugationer, som latinets fyra. I andra språkfamiljer, som uraliska språk, finns flera språk med endast en konjugation, som exempelvis finska.
När ett språk med flera konjugationer har konjugationer som innehåller undergrupper med relativt små skillnader i böjning, har sådana undergrupper kallats subconjugations på engelska, till exempel i australiska språk.